# Classification de Strunz

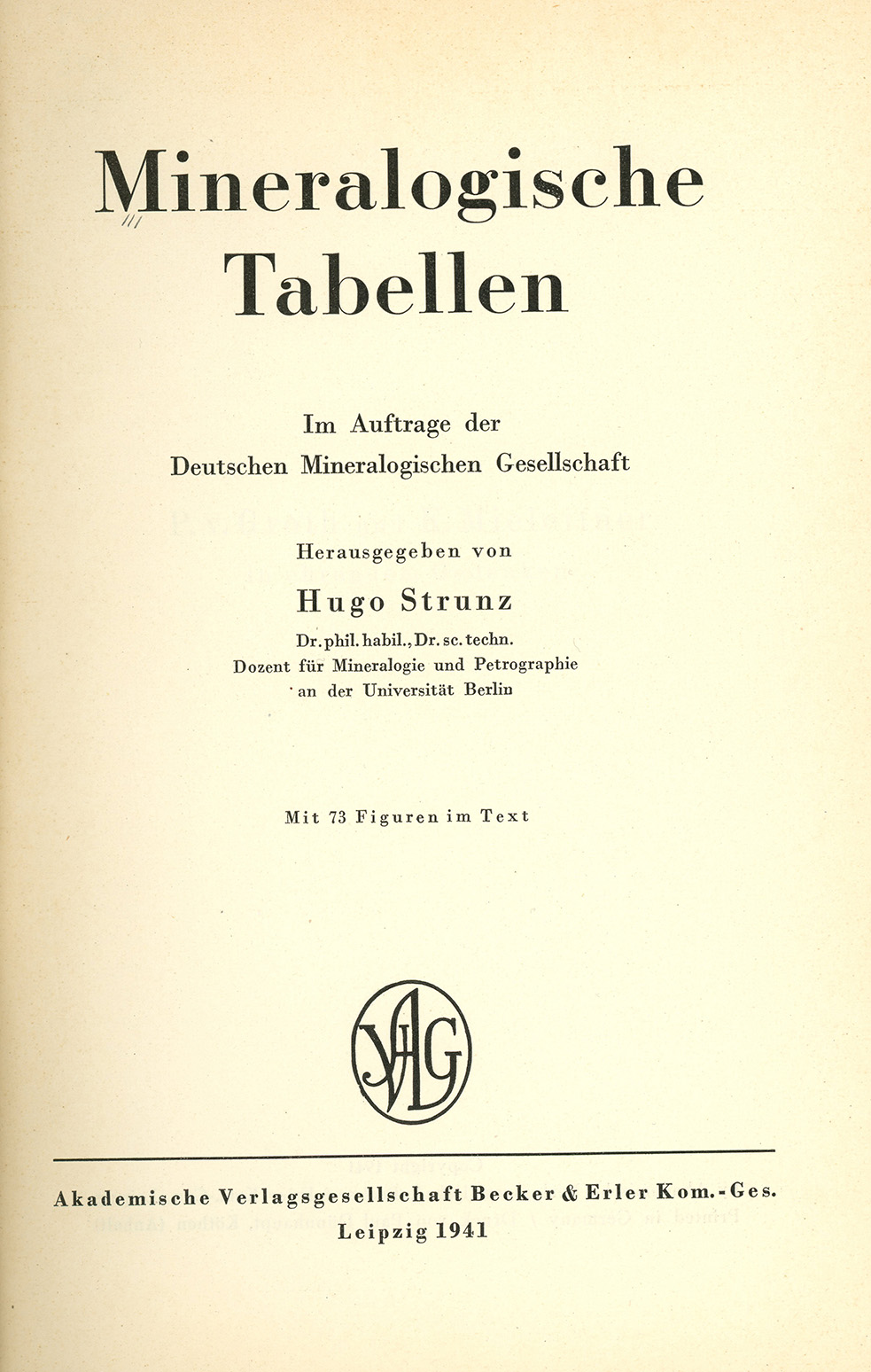
Première page le l'ouvrage Mineralogische Tabellen (1941).

La classification de Strunz est une méthode de classification des minéraux fondée sur leur composition chimique. Elle a été introduite par le minéralogiste allemand Karl Hugo Strunz (1910-2006) dans ses Mineralogische Tabellen (1941). 
Strunz, en tant que conservateur du Musée minéralogique de Friedrich-Wilhelms-Universität, avait été chargé de classer la collection géologique du musée en fonction des propriétés cristallochimiques des minéraux. Depuis sa première édition en 1941, sa Table minéralogique a subi un certain nombre de modifications, la dernière édition (la neuvième) datant de 2001.
Cette classification répartit les minéraux en dix classes, qui ont été par la suite recoupées en divisions, puis en familles, puis enfin en groupes, selon leur composition chimique et leur structure cristalline.
Il existe une autre classification, relativement proche, la classification de Dana, introduite par le minéralogiste américain James Dwight Dana.

## Classification
- I : éléments natifs (et carbures, nitrures, phosphures, siliciures)
  - 1.A/B/C/D catégorie:élément natif

- II : sulfures et sulfosels
  - 2.A/B/C/D/E catégorie:sulfure (minéral)
  - 2.F/G catégorie:arséniure (minéral)
  - 2.H/J/K/L/M catégorie:sulfosel

- III : halogénures
  - 3.A/B/C/D catégorie:halogénure (minéral)

- IV : oxydes et hydroxydes
  - 4.A/B/C/D/E catégorie:oxyde (minéral)
  - 4.F/G catégorie:hydroxyde (minéral)
  - 4.H catégorie:vanadate (minéral)
  - 4.JA/JB/JC/JD catégorie:arsénite
  - 4.JA/JB/JC/JD catégorie:antimonite
  - 4.JA/JB/JC/JD catégorie:bismuthite
  - 4.JE catégorie:sulfite
  - 4.JF/JG/JH/JJ catégorie:sélénite
  - 4.JK/JL/JM/JN catégorie:tellurite
  - 4.K catégorie:iodate

- V : carbonates et nitrates
  - 5.A/B/C/D/E catégorie:carbonate (minéral)
  - 5.N catégorie:nitrate (minéral)

- VI : borates
  - 6.A/B/C/D/E/F/G/H catégorie:borate (minéral)

- VII : sulfates, séléniates, tellurates, chromates, molybdates, tungstates
  - 7.A/B/C/D/E/J catégorie:sulfate (minéral)
  - 7.A/B/C/D catégorie:séléniate (minéral)
  - 7.A/B/C/D catégorie:tellurate (minéral)
  - 7.F catégorie:chromate (minéral)
  - 7.G/H catégorie:molybdate (minéral)
  - 7.G/H catégorie:tungstate (minéral)

- VIII : phosphates, arséniates, vanadates
  - 8.A/B/C/D/E/F catégorie:phosphate (minéral)
  - 8.A/B/D/E/F catégorie:arséniate (minéral)
  - 8.A/B/D/F catégorie:vanadate (minéral)

- IX : silicates
  - catégorie:silicate (minéral)
    - 9.A catégorie:nésosilicate
      - catégorie:nésosubsilicate

    - 9.B catégorie:sorosilicate
    - 9.C catégorie:cyclosilicate
    - 9.D catégorie:inosilicate
    - 9.E catégorie:phyllosilicate
    - 9.F/G catégorie:tectosilicate
    - 9.H autres silicates
    - 9.J catégorie:germanate

- X : minéraux organiques, comme l'ambre
  - 10.A/B/C catégorie:minéral organique